# Bahia rozenhout

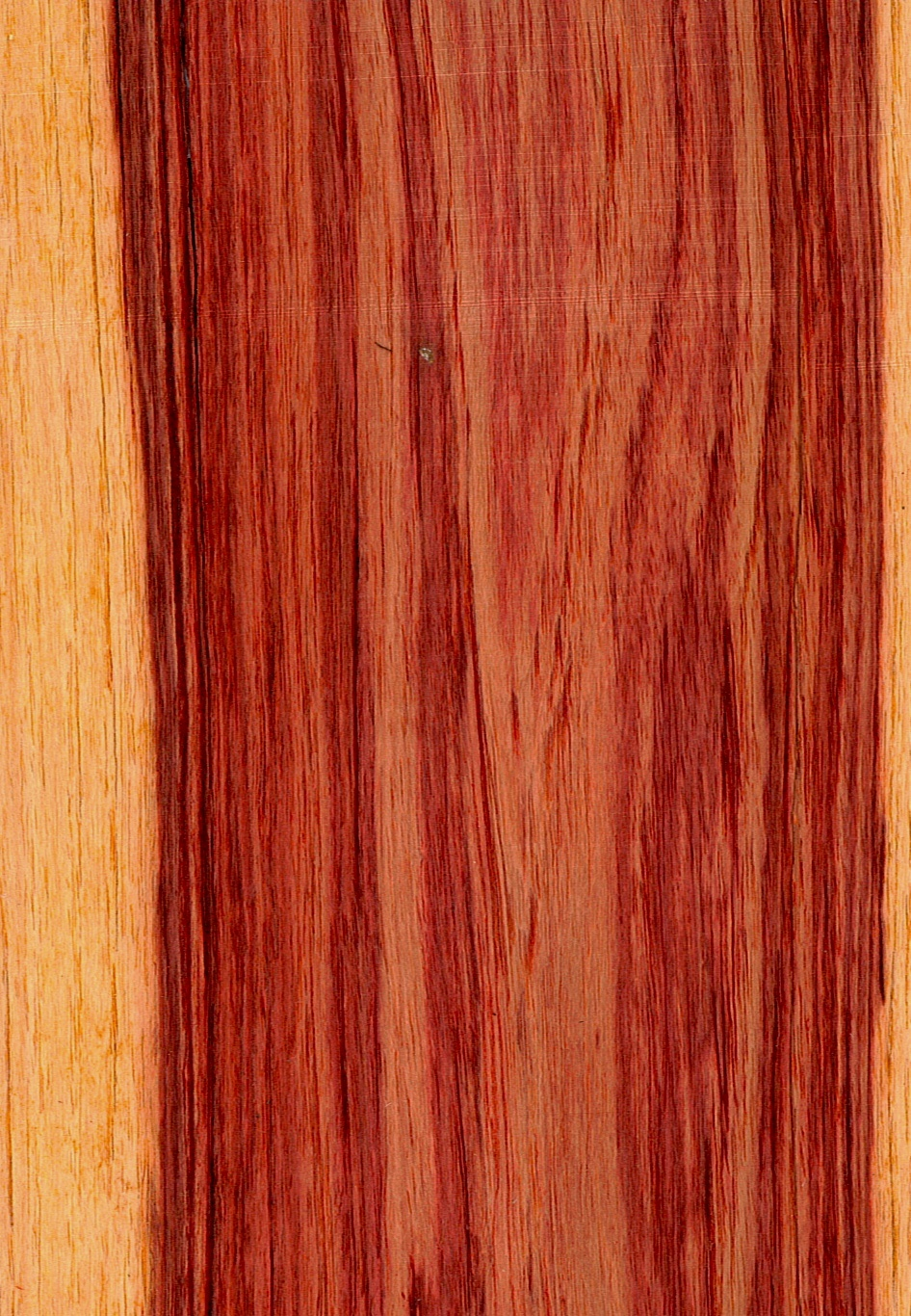
Bahia rozenhout

Bahia rozenhout (Engels: tulipwood of Brazilian tulipwood, in Brazilië: sebastiao-de-arruda) is een van de klassieke edele houtsoorten. Het heeft een hoge volumieke massa, een zeer karakteristieke geur en prachtige tekening, in rode tinten op een lichtere of gele achtergrond. Het hout komt alleen in geringe afmetingen op de markt, en wordt gebruikt voor inlegwerk op luxe meubelen en kleine gedraaide voorwerpen.
De boom waarvan het stamt, is lang een mysterie gebleven. In de negentiende eeuw werd aangenomen dat het van Physocalymma scaberrima stamde, maar begin twintigste eeuw werd duidelijk dat het om een Dalbergia-soort ging (familie Leguminosae). In de veertiger jaren is door een onnozele vergissing het verhaal de wereld ingeholpen dat het zou gaan om Dalbergia frutescens var. tomentosa en dit is nog wel te vinden in de wat mindere kwaliteit boeken. Sinds ca 1970 is bekend dat het uitsluitend stamt van Dalbergia decipularis.
Externe link
- Bahia rozenhout op Houtinfo bij het Centrum Hout